# Vinasat-1
VINASAT-1 là vệ tinh viễn thông địa tĩnh đầu tiên của Việt Nam được phóng vào vũ trụ lúc 22 giờ 17 phút ngày 19 tháng 4 năm 2008 (giờ UTC). Dự án vệ tinh VINASAT-1 đã khởi động từ năm 1998 với tổng mức đầu tư là khoảng hơn 300 triệu USD. Việt Nam đã tiến hành đàm phán với 27 quốc gia và vùng lãnh thổ để có được vị trí 132 độ Đông trên quỹ đạo địa tĩnh.

## Tiến trình dự án
Đề án nghiên cứu tiền khả thi của dự án này đã được Thủ tướng Việt Nam thông qua từ tháng 9 năm 1998, tuy nhiên dự án bị lùi lại về thời điểm nhiều lần, do Việt Nam chưa có sự thống nhất với hai quốc gia khác trong việc xác định tọa độ. Quyền phóng vệ tinh của Việt Nam ở tọa độ 132° Đông, nhưng Tonga và một quốc gia khác cũng có được quyền phóng vệ tinh ở hai tọa độ rất gần là 130° Đông và 134° Đông. Dù chưa thống nhất với Việt Nam, song cho tới nay, hai quốc gia này vẫn chưa hề phóng một vệ tinh nào của họ.
Ngày 18 tháng 10 năm 2005, Thủ tướng Chính phủ ban hành Quyết định số 1104/QĐ-TTg về Dự án phóng vệ tinh viễn thông Việt Nam (VINASAT), giao cho Tổng công ty Bưu chính Viễn thông Việt Nam (VNPT) làm chủ đầu tư. Tổng mức đầu tư của dự án lên đến gần 300 triệu USD. Cơ cấu của nguồn vốn đầu tư sẽ bao gồm 20% vốn tự có của chủ đầu tư và 80% vốn vay. VNPT cũng đã ký với Tập đoàn Bảo Việt và Công ty cổ phần Bảo hiểm Bưu điện (PTI) hợp đồng cung cấp dịch vụ bảo hiểm vệ tinh VINASAT-1 với mức bảo hiểm trị giá trên 170 triệu USD.
Mục tiêu chính của dự án là phóng một vệ tinh vào vị trí quỹ đạo 132° Đông, đã đăng ký trên quỹ đạo vệ tinh địa tĩnh (bất kỳ điểm nào trên Trái Đất đều thấy vệ tinh cố định trên không trung). Xây dựng trạm điều khiển mặt đất chính của VINASAT-1 (TT&C) sẽ đặt tại Quế Dương, Hà Tây và trạm dự phòng đặt tại Bình Dương cùng Trung tâm Khai thác mạng (NOC).
Việt Nam đã chọn Lockheed Martin Commercial Space Systems (Hoa Kỳ) làm nhà thầu cung cấp vệ tinh VINASAT (gói thầu số 3 - gói thầu quan trọng nhất của dự án phóng vệ tinh VINASAT) và phóng vệ tinh bằng tên lửa đẩy Ariane 5 ECA (do hãng Arianespace của Pháp cung cấp).

## Cấu trúc và tác dụng

### Các thông số kỹ thuật cơ bản
- Cao 4 mét, trọng lượng khô khoảng hơn 2,7 tấn.
- Dung lượng 20 bộ phát đáp (8 bộ băng C, 12 bộ băng Ku).
- Vị trí quỹ đạo: quỹ đạo địa tĩnh 132°E (cách Trái Đất 35.768 Km)
- Tuổi thọ theo thiết kế: tối thiểu 15 năm và có thể kéo dài thêm một vài năm tùy thuộc vào mức độ tiêu hao nhiên liệu.
- Độ ổn định vị trí kinh độ và vĩ độ: +/-0,05 độ

### Băng tần C mở rộng (C-Extended)
- Số bộ phát đáp: 08 bộ (36 MHz/bộ)
- Đường lên (Uplink):
  - Tần số phát Tx: 6.425-6.725 MHz
  - Phân cực: Vertical, Horizontal
- Đường xuống (Downlink):
  - Tần số thu Rx: 3.400-3.700 MHz
  - Phân cực: Horizontal, Vertical
- Mật độ dung lượng bão hòa (SFD): -85 dBW/m2
- Vùng phủ sóng bao gồm: Việt Nam, Lào, Campuchia và một phần Myanmar.

### Băng tần Ku
- Số bộ phát đáp: 12 bộ (36 MHz/bộ)
- Đường lên (Uplink):
  - Tần số phát Tx: 13.750-14.500 MHz
  - Phân cực: Vertical
- Đường xuống (Downlink):
  - Tần số thu Rx: 10.950-11.700 MHz
  - Phân cực: Horizontal
- Mật độ dung lượng bão hòa (SFD): -90 dBW/m2
- Vùng phủ sóng bao gồm: Việt Nam, Lào, Campuchia, Thái Lan và một phần Myanmar.

Các bộ phát đáp đang sử dụng:
- VTC: 2 bộ (trong đó có 1 bộ có băng thông hẹp)
- VSTV (K+) : 3 bộ

### Ý nghĩa
VINASAT-1 sẽ phủ sóng toàn bộ lãnh thổ Việt Nam, ngoài ra VINASAT-1 còn phủ sóng ở Nhật Bản, miền đông Trung Quốc, bán đảo Triều Tiên, Ấn Độ, các nước Đông Nam Á, Úc, Biển Đông và một phần Myanmar. VINASAT-1 là một vệ tinh viễn thông địa tĩnh, sau khi phóng lên có thể cung cấp dịch vụ đường truyền vệ tinh để phát triển các dịch vụ ứng dụng như dịch vụ thoại, truyền hình, thông tin di động, truyền số liệu, Internet, các dịch vụ đào tạo và y tế từ xa, truyền tin cho ngư dân trên biển, dự báo thời tiết, đảm bảo an ninh quốc phòng... Đặc biệt cung cấp đường truyền thông tin cho các trường hợp khẩn cấp như thiên tai, bão lụt, đường truyền cho các vùng sâu, vùng xa, hải đảo mà các phương thức truyền dẫn khác khó vươn tới được.
Ngoài ý nghĩa kinh tế, việc phóng vệ tinh VINASAT-1 còn khẳng định chủ quyền của Việt Nam trong không gian vào nâng vị thế của Việt Nam trên trường quốc tế. Nhờ đó, Việt Nam trở thành nước thứ 93 trên thế giới và nước thứ 6 trong khu vực Đông Nam Á có vệ tinh riêng bay vào quỹ đạo.

## Quá trình phóng vệ tinh
VINASAT được phóng lên quỹ đạo bằng tên lửa đẩy Ariane 5 ECA tại điểm bãi phóng Kourou, Guyane, một tỉnh hải ngoại của Pháp tại bờ bắc của Nam Mỹ. Vệ tinh VINASAT-1 của Việt Nam cùng phóng với vệ tinh Star One C2 của Brasil trên cùng một tên lửa. Việc lựa chọn phương án phóng kép như vậy có thể làm giảm chi phí cho các bên.
Theo kế hoạch ban đầu, việc phóng vệ tinh VINASAT-1 sẽ được tiến hành ngày 29/3/2008. Tuy nhiên nhà thầu đã hoãn thời gian phóng đến 12/4 và sau đó là 19/4 theo giờ Việt Nam vì các lý do kỹ thuật để đảm bảo an toàn tuyệt đối. Cuối cùng vệ tinh đã được phóng hồi 22 giờ 16 phút ngày 18 tháng 4 năm 2008 (giờ UTC) (tức 5 giờ 17 phút ngày 19 tháng 4 năm 2008 (giờ Việt Nam). 27 phút sau khi phóng, Star One C2 tách khỏi tên lửa. Tên lửa xoay hướng để tiếp tục mang VINASAT-1 đến đúng vị trí. 2 phút sau (phút thứ 29) VINASAT-1 đã tách khỏi tên lửa đẩy và cho tín hiệu gửi về Trái Đất. Sau 1 tháng đo thử tại không trung, VINASAT-1 được đưa vào khai thác vào ngày 1/6/2008.

## Trong văn hóa đại chúng
Bẫy rồng, phim năm 2009 có nội dung đề cập đến chiếc laptop có khả năng xâm nhập và điều khiển vệ tinh VINASAT-1.